# فرودگاه مکارتی
فرودگاه مکارتی (به انگلیسی: McCarthy Airport) یک فرودگاه همگانی با کد یاتا MXY است که یک باند فرود شن دارد و طول باند آن ۱۰۶۷ متر است. این فرودگاه در کشور ایالات متحده آمریکا قرار دارد و در ارتفاع ۴۶۶٫۶ متری از سطح دریا واقع شده‌است.